# 창녕 퇴천리 삼층석탑
창녕 퇴천리 삼층석탑(昌寧 兎川里 三層石塔)은 대한민국 경상남도 창녕군 창녕읍 교상리에 있는 통일신라의 삼층석탑이다.
1972년 2월 12일 경상남도의 유형문화재 제10호 퇴천삼층석탑으로 지정되었다가, 2018년 12월 20일 현재의 명칭으로 변경되었다.

## 개요
민가 안에 무너져 있던 것을 1969년 10월에 해체, 보수하여 창녕의 만옥정 공원으로 옮겨 세웠다. 탑이 있던 마을 주변에서 기와조각과 자기조각들이 발견되어 사찰이 있었음을 짐작할 수 있으나, 절이름이나 역사를 전하는 기록은 발견되지 않았다.
탑은 2층 기단(基壇)에 3층의 탑신(塔身)을 올린 통일신라시대의 전형적인 모습이다. 위 ·아래층 기단과 탑신의 몸돌에는 기둥모양을 조각하였다. 지붕돌은 수평을 이루던 처마의 네 귀퉁이가 살짝 들려 있으며, 밑면에는 4단의 받침을 두었다.
통일신라 후기에 세운 것으로 추정되며, 기단의 일부가 약가 파손되기는 했지만 통일신라의 석탑 변천 과정을 밝히는데 귀중한 자료가 된다.

## 참고 자료
- 창녕 퇴천리 삼층석탑 - 국가유산청 국가유산포털